# Lou Tseng-Tsiang

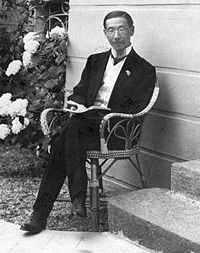
Lou Tseng-Tsiang in 1922.

Lou Tseng-Tsiang (Chinees: 陸徵祥 / 陆征祥, Hanyu pinyin: Lu Zhengxiang) of Dom Pierre-Célestin Lou (Zhejiang, 12 juni 1871 - Brugge, 15 januari 1949) was een Chinese diplomaat, minister van Buitenlandse Zaken en eerste minister van China. Hij bekeerde zich tot het katholicisme en na de dood van zijn vrouw werd hij monnik, priester en titulair abt.

## Levensloop
Geboren in Zhejiang, groeide Lou op in China, als lid van een protestantse geloofsgemeenschap. Zijn vader, Lou Yong Fong was catechist voor een protestantse missiegenootschap in Shanghai. Eerder tenger van gestel, kreeg Lou tot aan zijn dertiende huisonderricht. Daarna volgde hij lessen in de School for Foreign Language in Shanghai en specialiseerde in Frans. Vervolgens studeerde hij aan de School voor tolken die bij het Ministerie van Buitenlandse Zaken hoorde.
Op 12 februari 1899 trouwde hij in Sint-Petersburg met de vijftien jaar oudere Belgische Berthe-Françoise Bovy (Brussel 14 september 1855 - Bern 16 april 1926), dochter van majoor Frédéric Bovy (1812-1864). Hij bekeerde zich tot het katholieke geloof en nam de christelijke voornaam René aan. Het gezin bleef kinderloos maar adopteerde de jonge Chinese Lilly Lou.

### Diplomatieke en politieke loopbaan
In 1893 werd Lou benoemd op de Chinese ambassade in Sint-Petersburg als vertaler-tolk Frans en Russisch, vervolgens als secretaris van de ambassade. Hij ontmoette er zijn mentor, Shu Ken Shen of Xu Jingcheng, die hem inwijdde in de diplomatieke dienst en hem in contact bracht met het katholieke geloof. Shu Ken Shen wilde het keizerlijk regime hervormen, maar werd tijdens de Boxeropstand onthoofd. Lou beschouwde hem als zijn tweede vader en vergat dit verraad van het keizerlijk regime nooit.
Achtereenvolgens was Lou lid van de Chinese delegatie op de Vredesconferentie van Den Haag in 1899 en 1907, gevolmachtigd minister in België en ambassadeur in Rusland. In 1911 brak de revolutie los in Beijing en Lou liet aan de revolutionairen weten dat ze geen hulp moesten verwachten vanwege de Mogendheden. Toen de Chinese Republiek werd uitgeroepen trad hij in 1912 toe tot de partij van Sun Yat-sen en werd onmiddellijk minister van Buitenlandse Zaken in de voorlopige regering van president Yuan Shikai (maart tot september 1912). Tijdens augustus en september was hij ook eerste minister, maar hij bezat onvoldoende politieke invloed die voor deze topfunctie nodig was en nam al snel ontslag. Hij werd opnieuw minister van Buitenlandse Zaken (november 1912 - september 1913) en ondernam de modernisering van de Chinese diplomatie: afschaffing van de gecompliceerde bureaucratie, verplichte kennis van vreemde talen voor alle medewerkers, examens voor aanwervingen. Hij vermeed partij te trekken voor één of andere van de politieke facties, maar dit betekende meteen dat hij politiek tamelijk geïsoleerd was en weinig invloed kon uitoefenen op de gang van zaken. Dit bracht hem ertoe ontslag te nemen. Kort daarna werd hij een van de stichters van de Chinese Society of International Law.
Van 27 januari 1915 tot 17 mei 1916 was hij opnieuw minister van Buitenlandse Zaken en ondernam hij moeizame onderhandelingen met Japan en Rusland. Hij werd voor de vierde maal minister van Buitenlandse Zaken van 30 november 1917 tot 13 augustus 1920.
In 1919 was hij delegatiehoofd voor China in Versailles. Daar weigerde hij - als enige - het Verdrag van Versailles te ondertekenen, omdat de provincie Shandong (voormalige Duitse concessie) toegewezen werd aan Japan in plaats van aan China.

### Priester en monnik
In 1922 ging het echtpaar Lou in Zwitserland wonen, vanwege de wankele gezondheid van de echtgenote. Lou werd hoofd van de Chinese delegatie bij de Volkerenbond in Genève, tot in 1927. Na de dood van zijn vrouw trok hij zich terug uit het openbaar leven. Hij trad in de loop van het jaar 1927 als benedictijn - onder de naam Dom Pierre-Célestin Lou - binnen in de Sint-Andriesabdij van Brugge. In 1935 werd hij tot priester gewijd.
In 1946 werd hij door paus Pius XII benoemd tot titulair abt van de Sint-Pietersabdij van Gent. De paus verhoopte dat de nieuwe prelaat zijn invloed zou kunnen aanwenden voor de missionering van China. Lou bereidde zich voor om naar China terug te keren, maar zowel de voortschrijdende leeftijd als de evoluties in zijn geboorteland weerhielden hem er van. Hij overleed in het Sint-Franciscus Xaveriusziekenhuis in Brugge en werd in zijn abdij begraven.
In de Onze-Lieve-Vrouw Sint-Pieters abdijkerk in Gent hangt het schilderij "De Intronisatie van Dom Lou in de Sint-Pietersabdij" van de hand van François-Joseph Damien (1879-1973).

## Publicaties
- Souvenirs et pensées (Brugge, Desclée de Brouwer, 1946), autobiografisch werk waarin hij zijn politieke en diplomatieke carrière beschreef, alsook zijn bekering tot het katholicisme. Voor hem was het christendom de bekroning van het confuciaanse denken.
- Ways of Confucius and of Christ (London, 1948), Engelse vertaling van het voorgaande boek.
- Mijn roeping: herinneringen en gedachten, Nederlandse vertaling van het voorgaande.
- La Vie et les oeuvres du grand chrétien chinois Paul Siu Koang-k’i. (Brugge, Abdij Sint-Andries, 1934)
- Voorwoord bij het boek van Marius Zanin, Auguste Haouisée et Paul Yu Pin, La Voix de l’église en Chine: 1931-1932, 1937-1938, Brussel, Éd. de la Cité chrétienne, 1938.
- Conférence sur madame Elisabeth Leseur, z. u., 1943.
- Toespraak gehouden op 10 augustus 1946, feest van de heilige Laurentius, z. u., 1946.
- Lettre à mes amis de Grande-Bretagne et d’Amérique, Brugge, abdij Sint-Andries, 1948.
- La rencontre des humanités et la découverte de l’Evangile, Brugge, Desclée De Brouwer, 1949. Hierin ontwikkelde hij het thema van de continuïteit tussen de leer van Confucius en de goddelijke leer van het christendom.

## Herdenking
In de marge van Europalia-China werd in de Sint-Andriesabdij (Zevenkerken) van 19 december 2009 tot 17 januari 2010 een tentoonstelling gewijd aan Lou Tseng-Tsiang.
- Bibliothèque nationale de France: cb12352566s (data)
- Gemeinsame Normdatei: 1018434879
- International Standard Name Identifier: 0000 0001 0893 0729
- Library of Congress Control Number: n2013003860
- Bibliotheek van het Japanse parlement: 00626785
- Nederlandse Thesaurus van Auteursnamen: 072232374
- Système universitaire de documentation: 03250943X
- Virtual International Authority File: 44373748
- WorldCat: E39PBJfrPh6XqcB8c4YV8WhGpP